# AS (quotidiano)
AS (o Diario AS) è un importante quotidiano spagnolo che si occupa di eventi sportivi in generale. È molto vicino agli eventi riguardanti il gioco del calcio occupandosi specialmente dei club della capitale Real Madrid e Atlético Madrid. Insieme a Marca, El Mundo Deportivo e Sport è uno dei principali quotidiani sportivi spagnoli.

Oltre a Madrid, ha sedi secondarie nelle seguenti località: Barcellona, Bilbao, La Coruña, Siviglia, Valencia e Saragozza.
Nato nel 1967 ad opera della famiglia Montiel, dal 1996 fa parte del gruppo PRISA.

A maggio del 2012, ha lanciato una versione del sito in lingua inglese, nel quale gli articoli spagnoli sono tradotti da persone di madrelingua.
La tiratura è salita dalle 181 172 copie del 2001, a 176.892 nel 2002, fino a quota 214.654 nel 2006.